# Simek Viktor
Simek Viktor (Zsére, 1941. október 28.) festőművész, karnagy.

## Élete
1959-ben az aranyosmaróti pedagógiai iskolán tanult, majd 1968-ban a nyitrai Pedagógiai Karon végzett természetrajz és mezőgazdasági termelés szakirányt. 1975-ben művészeti oktatás szakot végzett, illetve Pozsonyban karmesteri engedélyt szerzett.
1959-2003 között mint pedagógus működött Ipolyszalka, Köbölkút, Nyitranagykér és Gímes alapiskoláiban. Közben a nyitrai Konstantin Filozófus Egyetem Pedagógiai Karának Zenei nevelés szakán szakmai asszisztens volt 8 éven át. Karmesterként nagykéri, gímesi, zsérei (1991-től), koloni, alsócsitári (2003-tól) és nyitrai egyetemi pedagógiai énekcsoportok vezetője.
Zeneművek és kiadványok szerzője, zenei események és összejövetelek szervezője elsősorban a Zoboralján. 1976 óta művészeti kiállításai is voltak, többek között a zoboralji népviseletről, tájról, például Komáromban és Óbarson is.

## Elismerései
- 2002 A Magyar Kultúra Lovagja[3]
- 2021 Kallós Zoltán Külhoni Magyarságért Díj[4]
- 2022 Szlovákiai Civil Becsületrend-díj[5]

## Művei
- 2008 Zsére - Žirany. (tsz. Fehér, S. - Rácz, I. - Szórád, J.)
- 2009 Zoboralji színek - A zsérei népviselet Simek Viktor festészetében.